# Bogdan Codrici
Bogdan Codrici (ur. 23 października 1985 w Bukareszcie) – rumuński wioślarz.

## Osiągnięcia
- Mistrzostwa Świata Juniorów – Duisburg 2001 – dwójka ze sternikiem – 1. miejsce[1].
- Mistrzostwa Świata Juniorów – Duisburg 2001 – czwórka ze sternikiem – 2. miejsce[1].
- Mistrzostwa Świata Juniorów – Duisburg 2001 – ósemka – 1. miejsce[1].
- Mistrzostwa Świata Juniorów – Ateny 2003 – ósemka – 7. miejsce[1].
- Mistrzostwa Europy – Ateny 2008 – ósemka – 7. miejsce[1].
- Mistrzostwa Europy – Brześć 2009 – ósemka – 6. miejsce[1].